# Voskochóri
Voskochóri är en ort i Grekland.   Den ligger i prefekturen Nomós Kozánis och regionen Västra Makedonien, i den norra delen av landet, 300 km nordväst om huvudstaden Aten. Voskochóri ligger 767 meter över havet och antalet invånare är 258.
Terrängen runt Voskochóri är huvudsakligen kuperad, men österut är den bergig. Runt Voskochóri är det ganska glesbefolkat, med 21 invånare per kvadratkilometer. Närmaste större samhälle är Velventós, 15,0 km söder om Voskochóri. Trakten runt Voskochóri består i huvudsak av gräsmarker.